# 下野谷遺跡

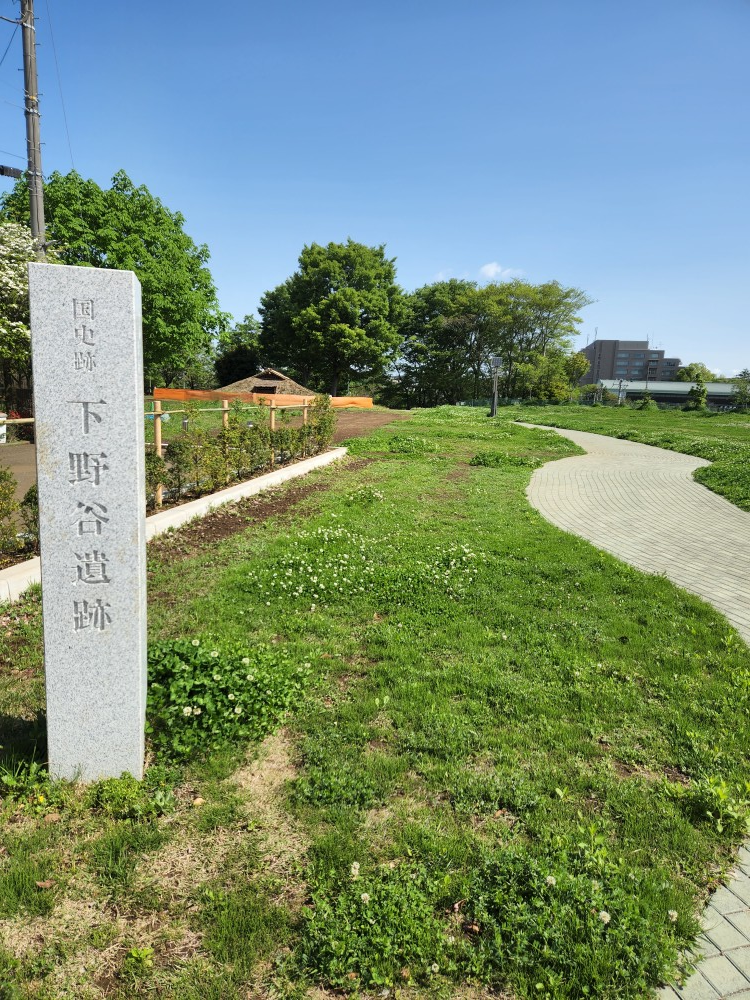
下野谷遺跡公園

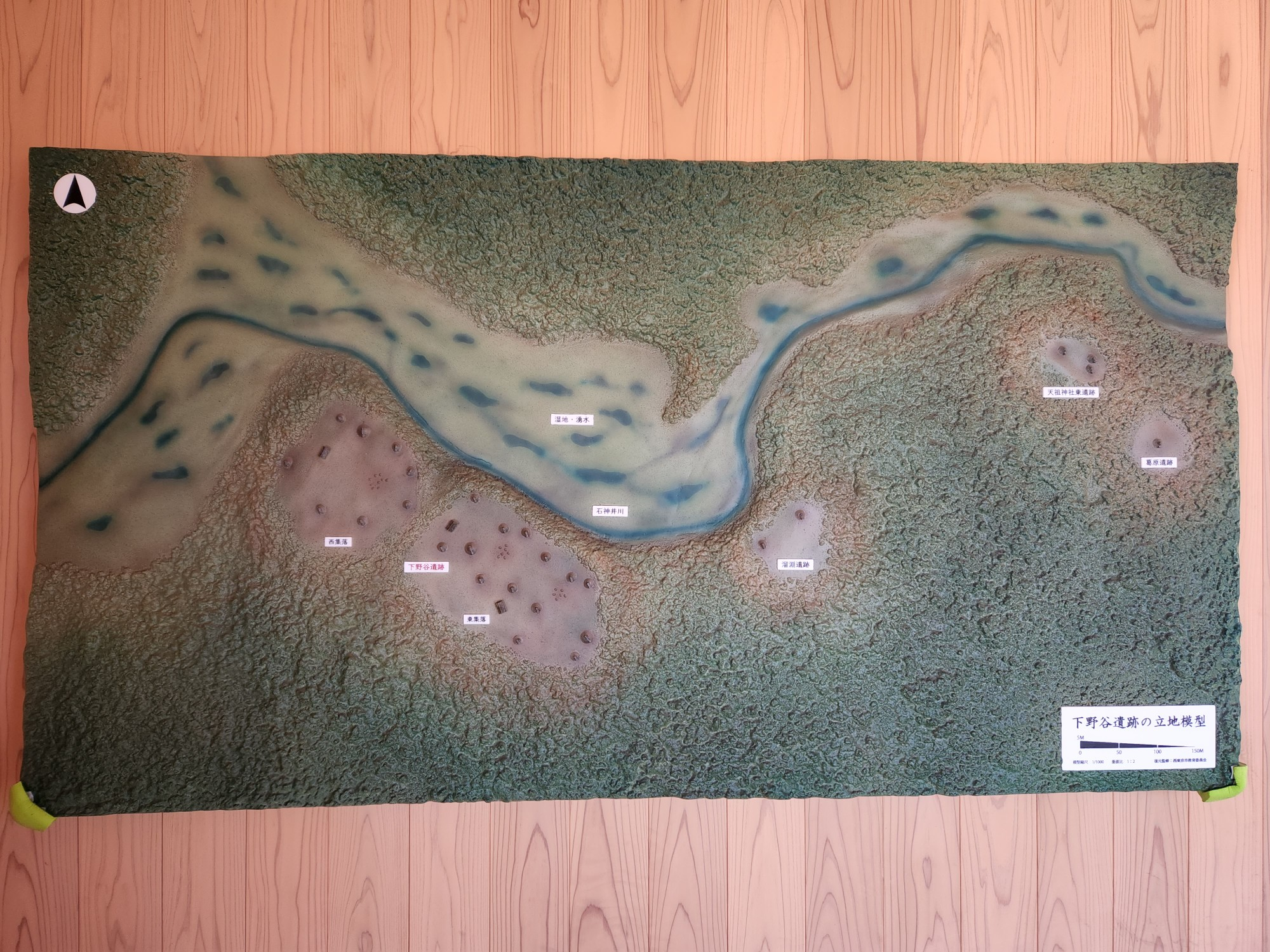
下野谷遺跡の立地模型

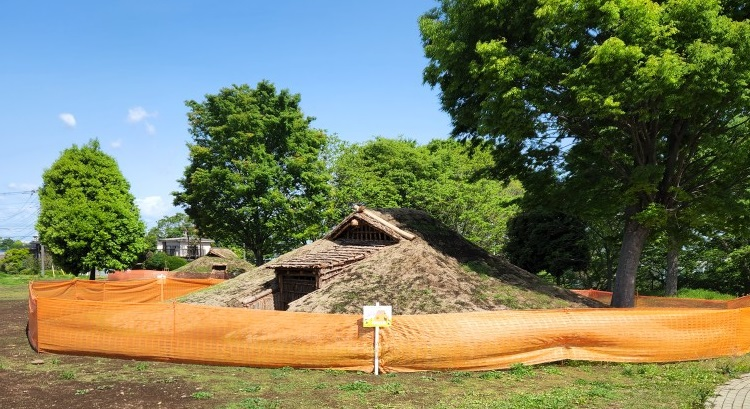
竪穴建物（復元）

下野谷遺跡（したのやいせき）は、東京都西東京市東伏見二丁目・三丁目・六丁目地内に広がる縄文時代中期を中心とする環状集落の遺跡である。総面積は約13万4千平方メートルを測り、現在は下野谷遺跡公園として整備され、国の史跡に指定されている。

## 概要
武蔵野台地を東西に流れる石神井川の右岸に面した双環状集落である。この近辺では戦前から縄文土器片などが多く見つかるため古くから遺跡として知られ、1950年（昭和25年）に考古学者の吉田格によって「坂上遺跡」の名で紹介された。その後、1973年（昭和48年）から本格的な調査が開始され、1975年（昭和50年）には旧字名から現在の名称に変更されている。1990年代以降、史跡として保護が図られ、2007年（平成19年）度の公有地化ののち、2009年（平成21年）度から2011年（平成23年）度にかけて遺跡規模を把握するための発掘調査が実施され、関東南部では最大級の大規模な環状集落であることが判明した。
西側の環状集落（西集落）は、直径150メートルを測り、竪穴建物107棟、土坑墓群166基のほか、倉庫と推定される掘立柱建物群などで構成されており、縄文中期の典型的な集落形態を示しているとされている。
西集落の谷を挟んだ東側に、もう一つの環状集落が存在する（東集落）。こちらは東西300メートル・南北180メートルの規模を持ち、西集落とほぼ同時期的に存続したと考えられており、「双環状集落」と呼ばれる拠点的な集落の特徴を持っていた。また、集落の形態に加え、出土した土器から推定できる集落の継続期間の長さ（1,000年以上）から石神井川流域の拠点となる集落であったと考えられる。石神井川に面する日当たりの良好な高台から低地にかけて広がっていたとされ、水と緑に囲まれた土地は採集や狩猟には好適な生活の場であったと想定される。出土した縄文土器は縄文中期の勝坂式土器や加曽利E式土器が最も多いため、甲信越や南東北の影響を受けているとされる。この集落跡は南関東最大級の縄文集落跡であり、首都圏にある遺跡が開発されずに残されている例は極めて珍しいとされる。
2015年（平成27年）3月10日に国の史跡に指定され、2022年（令和4年）3月15日には国史跡範囲の追加指定が行われた。
2017年（平成29年）4月には、スマートフォンなどを用いたアプリ「VR下野谷縄文ミュージアム」の配信を開始。現地でアプリを使用することにより、縄文時代の様子をバーチャルリアリティーで観賞することができる。

## マスコットキャラクター
下野谷遺跡のマスコットキャラクターとして、「しーた」と「のーや」が存在する。公園の最寄り駅となる東伏見駅の北口には「しーた」と「のーや」のモニュメントが設置されている。

## アクセス
西武新宿線東伏見駅の南口から徒歩7分。